# Epidesma pseudothetis
Epidesma pseudothetis är en fjärilsart som beskrevs av Fleming 1959. Epidesma pseudothetis ingår i släktet Epidesma och familjen björnspinnare. Inga underarter finns listade i Catalogue of Life.